# Остін Беррі (футболіст, 1971)
Остін Беррі (ісп. Austin Berry, нар. 5 квітня 1971, Лимон) — костариканський футболіст, що грав на позиції захисника, зокрема за клуби «Алахуеленсе» та «Ередіано», а також за національну збірну Коста-Рики.

## Клубна кар'єра
У дорослому футболі дебютував 1989 року виступами за команду «Алахуеленсе», в якій провів три сезони.
1992 року перебрався до Німеччини на запрошення керівництва клубу «Фрайбург». Провів у «Фрайбурзі» два роки, проте виходив на поле у складі його головної команди лише епізодично.
1994 року повернувся на батьківщину, ставши гравцем «Ередіано», а за рік повернувся до «Алахуеленсе». Цього разу провів у складі його команди чотири сезони.
Протягом 1999—2000 років захищав кольори гватемальського «Антігуа-Гватемала».
2000 року повернувся до «Ередіано», за який відіграв заключні п'ять сезонів своєї професійної кар'єри.

## Виступи за збірні
1989 року залучався до складу молодіжної збірної Коста-Рики.
1991 року дебютував в офіційних матчах у складі національної збірної Коста-Рики.
У складі збірної був учасником чотирьох розіграшів Золотого кубка КОНКАКАФ — 1991, 1998, 2000 і 2002 років.
Такаж брав участь у Кубку Америки 1997 року в Болівії та Кубку Америки 2001 року в Колумбії, де костириканці виступали як запрошена команда.
Загалом протягом одинадцятирічної кар'єри в національній команді провів у її формі 43 матчі, забивши 3 голи.

## Титули і досягнення
- Бронзовий призер Ігор Центральної Америки та Карибського басейну: 1990
- Переможець Кубка центральноамериканських націй: 1997
- Срібний призер Золотого кубка КОНКАКАФ: 2002